# Темари
Темари (на японски: テマリ) е героиня от японската аниме/манга поредица Наруто, създадена от Масаши Кишимото.
Генин от Селото скрито в Пясъка, Темари е дъщерята на Четвъртия Казекаге и по-голямата сестра на Гаара и Канкуро.
Заедно с братята си Темари взема участие в изпита за Чуунин. По време на елиминационните мачове преди третото изпитание тя се изправя в двубой срещу Тентен. Използвайки своите ветрови атаки, Темари напълно неутрализира атаките на противничката си. През третата част от изпита Темари се бие с Шикамару Нара. Когато Шикамару използва стратегическото си мислене, той успява да я хване в своето сенчесто парализиращо джутсу. Всички мислят, че тя е напът да загуби, но изненадващо Шикамару се предава, почти останал без чакра. По-късно, по време на инвазията на Пясъка и Звука срещу Листата, на Темари и Канкуро е възложено да пазят Гаара, който напълно се трансформира в демона Шукаку. Гаара успява за изпълни задачата си, но е спрян от Наруто Узумаки. Темари и Канкуро помагат на по-малкия си брат да избяга.
Месеци след инвазията и капитулацията на Пясъка, Коноха и Суна отново стават съюзници. След като Саске Учиха напуска Селото скрито в Листата, за да търси Орочимару, Шикамару и отбор от Генини тръгват след него в опит да го върнат обратно. Когато Шикамару и групата му са в затруднено положение, след като се сблъскват със Звуковата четворка, Темари и братята ѝ пристигат, за да им помогнат. Това става благодарение на усилията на Петия Хокаге, Цунаде, която се обръща към Суна за помощ. Темари помага на Шикамару и побеждава Таюя с лекота. Темари и близките ѝ след това се завръщат в Коноха с ранените листни нинджи.
През промеждутъка между I част и II част, Темари достига до ранг Джонин. По това време тя започва да служи като консултант в органзирането на Чуунинските изпити в Коноха. Когато Темари научава, че по-малкият ѝ брат, Гаара, е заловен от Акатски, тя бързо се завръща в Суна. Тя пристига твърде късно и остава да пази селището, докато Наруто и отборът му са по следите на похитителите на Гаара. След като Канкуро е излекуван, тя и голям брой пясъчни нинджи тръгват да помогнат на Гаара. Те пристигат навреме, за да видят как Чийо го връща към живота. Темари е невероятно щастлива от факта, че брат ѝ е добре. По-късно тя се сбогува с листните нинджи, когато те напускат Селото скрито в Пясъка.
Темари е древна японска игра на карти, чиито правила са зависели от посоката на вятъра.
Темари е известна с това, че използва огромно желязно ветрило, за да контролира техниките си. Има къса, тъмноруса коса, която връзва на четири малки опашки – две по две една под друга, карайки прическата си да придобие формата на, според Ино „рошав квадрат“. Очите ѝ са тюркоазено сини. Голямото си ветрило носи прикрепено в червен колан на гърба си. Ненавижда Шикамару заради мързела му.